# Две тысячи пятьсот рублей
Две ты́сячи пятьсо́т рубле́й (2500 рубле́й) — денежный знак, выпускавшийся Советом назиров Бухарской Народной Советской Республики. Единственный денежный знак такого номинала, выпускавшийся на территории бывшей Российской империи.
Появление банкнот номиналом 2500 рублей обусловлено гиперинфляцией начала 1920-х годов.
На лицевой стороне изображался номинал цифрами и прописью и год.
На оборотной стороне также отображался номинал цифрами и прописью, а также герб Бухарской народной советской республики — цветок хлопка и серп, полумесяц со звездой. Известны купюры с водяными знаками двух видов, а также без водяных знаков.

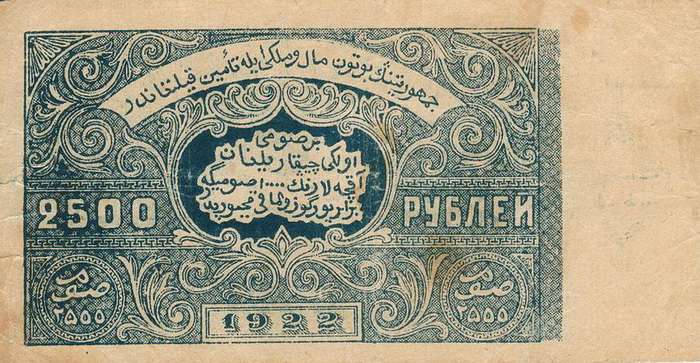
2500 рублей 1922 года (лицевая сторона)
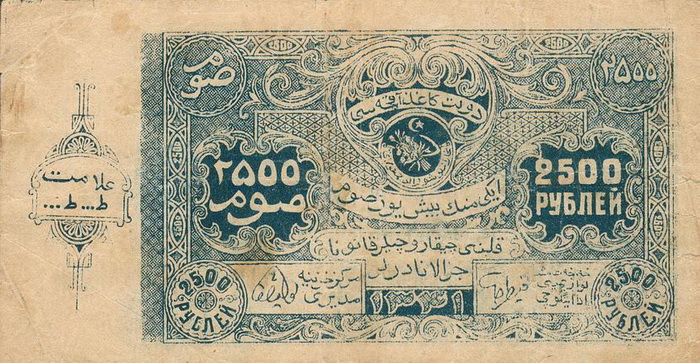
2500 рублей 1922 года (оборотная сторона)